# Waterford (Wisconsin)
Waterford és una població dels Estats Units a l'estat de Wisconsin. Segons el cens del 2000 tenia 4.048 habitants.

## Demografia
Segons el cens del 2000, Waterford tenia 4.048 habitants, 1.561 habitatges, i 1.139 famílies. La densitat de població era de 635,3 habitants per km².
Dels 1.561 habitatges en un 36,9% hi vivien nens de menys de 18 anys, en un 59,8% hi vivien parelles casades, en un 9% dones solteres, i en un 27% no eren unitats familiars. En el 21,9% dels habitatges hi vivien persones soles el 8,5% de les quals corresponia a persones de 65 anys o més que vivien soles. El nombre mitjà de persones vivint en cada habitatge era de 2,59 i el nombre mitjà de persones que vivien en cada família era de 3,03.
Per edats la població es repartia de la següent manera: un 28,4% tenia menys de 18 anys, un 5,7% entre 18 i 24, un 32,7% entre 25 i 44, un 21,2% de 45 a 60 i un 12,1% 65 anys o més.
L'edat mediana era de 35 anys. Per cada 100 dones de 18 o més anys hi havia 96,5 homes.
La renda mediana per habitatge era de 55.804 $ i la renda mediana per família de 64.453 $. Els homes tenien una renda mediana de 44.417 $ mentre que les dones 27.917 $. La renda per capita de la població era de 22.741 $. Aproximadament el 0,9% de les famílies i el 3% de la població estaven per davall del llindar de pobresa.

## Poblacions més properes
El següent diagrama mostra les poblacions més properes.